# Ore wa Seikan Kokka no Akutoku Ryōshu!
Ore wa Seikan Kokka no Akutoku Ryōshu! (俺は星間国家の悪徳領主！ lit. ¡Soy el señor malvado de un imperio intergaláctico!?), también conocida como I'm the Evil Lord of an Intergalactic Empire! en inglés, es una serie de novelas ligeras japonesas escritas por Yomu Mishima e ilustradas por Nadare Takamine. La serie sigue la historia de Liam Sera Banfield, un hombre moral y responsable del Japón moderno que después de morir por golpe de gracia, ser traicionado por su esposa y profundamente endeudado, renace en una familia noble que gobierna un vasto imperio interestelar. Decidido a vivir de una forma malvada y egoísta en esta nueva vida, Liam intenta convertirse en un tirano, pero provoca que sus súbditos lleguen a considerarlo contrariamente como un héroe.
Comenzó a serializarse como una novela web publicada en el sitio web de publicación de novelas generadas por usuarios Shōsetsuka ni Narō en agosto de 2018. Posteriormente fue adquirida por Overlap, quien comenzó a publicarla bajo su sello de novelas ligeras Overlap Bunko en julio de 2020. Una adaptación a manga ilustrada por Kai Nadashima comenzó la serialización en el sitio web de manga Comic Gardo de Overlap en mayo de 2021. Una adaptación al anime producida por Quad se estrenó en abril de 2025.
Un spin-off, Atashi wa Seikan Kokka no Eiyū Kishi! (あたしは星間国家の英雄騎士！?), comenzó la serialización en Shōsetsuka ni Narō el 16 de noviembre de 2021 y también fue adquirido más tarde por Overlap, quien comenzó a publicarlo con ilustraciones también de Nadare Takamine bajo Overlap Bunko el 25 de diciembre de 2022. Su adaptación al manga ilustrada por Jū Ishiguchi también fue serializada en Comic Gardo el 21 de julio de 2023.

## Sipnosis
Un hombre tiene una vida horrible debido a su naturaleza justa y bondadosa. También es despedido injustamente y culpado por cosas que no hizo. Un ser conocido como el Guía le ofrece reencarnarlo en un nuevo mundo, para que pueda vivir tan egoístamente como desee. Después de que se hace el trato, se revela que el Guía es de naturaleza malvada, ha habido exagerado y manipulado a todos a su alrededor para hacer de la vida del hombre un verdadero infierno; incluso arruinando la vida de su esposa infiel como golpe de gracia.
Las cosas empiezan a salir mal para el Guía, ya que el hombre recién renacido como Liam Sera Banfield vive una vida increíblemente buena como Señor de su planeta. Su definición del mal es inversa a la del nuevo mundo y todos sus intentos de aumentar su poder para convertirse en un tirano fracasan una y otra vez por las opiniones incorrectas de la gente.

## Personajes
Liam Sera Banfield (リアム・セラ・バンフィールド Riamu Sera Banfīrudo?)
Seiyū: Natsuki Hanae, Kaori Maeda (joven), Toshiya Miyata (vida anterior)
El protagonista principal. En su vida anterior, era un asalariado japonés casado que era honesto, trabajador y de buen corazón. Sin embargo, todo cambió cuando El Guía le revelara que su exesposa lo engañó con otro hombre e hizo que acumulara una enorme carga de deudas. Después de haber vivido una vida horrible siendo virtuoso, Liam decide ser malvado en esta próxima vida. Sin embargo, sus planes a largo plazo hacen que Liam parezca un héroe. Incluso su deseo de oro parece extraño, ya que no tiene valor monetario en el nuevo mundo en comparación con metales como el mitrilo y el adamantium.
Amagi (天城?)
Seiyū: Reina Ueda
La sirvienta ginoide de Liam, siendo un obsequio en su quinto cumpleaños recibido de sus padres antes de que ellos se marcharan del dominio Banfield al Planeta Capital Imperial. Se convirtió en su madre adoptiva y criada personal durante su infancia. A pesar de ser una criada competente, necesitaba un día de mantenimiento a la semana.
Nias Carlin (ニアス・カーリン Niasu Kārin?)
Seiyū: Ayana Taketatsu
Una técnico del Imperio que trabaja en la Séptima Fábrica de Armas.
Christiana Leta Rosebreyer (クリスティアナ・レタ・ローズブレイア Kurisutiana Reta Rōzubureia?)
Seiyū: Mikako Komatsu
Antigua princesa de la familia Rosebreyer y una mujer caballero que termina siendo rescatada junto a otras víctimas por Liam después del cautiverio de los piratas liderado por Goaz tras ser sometida a torturas inhumanas tras la destrucción de su hogar. 
El Guía (案内人 Annainin?)
Seiyū: Takehito Koyasu
Un devorador de emociones maléfico que se alimenta de la miseria. El fue quien le reveló a Liam en su vida anterior el engaño de su esposa y le dio la oportunidad de reencarnar en otro mundo. Sin embargo, sin que Liam lo sepa, El Guía fue quien manipuló a la exesposa, ya que quería disfrutar ver a Liam sufriendo y alimentarse de su miseria. Como Liam no tiene la moralidad que es mala en este mundo, no emite más que emociones positivas y bendiciones; lastimando y matando de hambre al Guía.
Yasushi (安士?)
Seiyū: Shin'ichirō Miki
Brian Beaumont (ブライアン・ボーモント Buraian Bōmonto?)
Seiyū: Yōji Ueda
El mayordomo de Liam, quien estuvo con él desde el principio y apoya mucho a Liam debido al resurgimiento de la casa Banfield luego de su caída.
Goaz (ゴアズ Goazu?)
Seiyū: Tetsu Inada
Líder de los bandidos piratas espaciales que orquestó la caída de la familia Rosebreyer y la captura de Christiana.
Ex esposa de Liam
Una pelirroja que lo engañó y dio a luz a la hija de su amante. Para empeorar las cosas, lo utilizó para pagar todo y acumuló deudas que le impuso; incluso logró que lo despidieran por malversación de fondos que cometió otra persona. Después de que el Guía decide darle una mala suerte, pasa el resto de su vida arrepentida; el marido que siempre estuvo ahí para ella murió, no tenía nada por lo que vivir.

## Contenido de la obra

### Novela ligera
Escrito por Yomu Mishima, Ore wa Seikan Kokka no Akutoku Ryōshu! comenzó a serializarse en el sitio de publicación de novelas Shōsetsuka ni Narō el 15 de agosto de 2018. Más tarde fue adquirido por Overlap, que comenzó a publicarlo con ilustraciones de Nadare Takamine bajo su sello de novelas ligeras Overlap Bunko el 25 de julio de 2020. Se han lanzado once volúmenes a partir de enero de 2024.
La novela ligera tiene licencia en Norteamérica de Seven Seas Entertainment.

#### Lista de volúmenes
| N.º | Fecha de lanzamiento    | ISBN original          |
| --- | ----------------------- | ---------------------- |
| 1   | 25 de junio de 2020     | ISBN 978-4-86554-694-1 |
| 2   | 25 de diciembre de 2020 | ISBN 978-4-86554-801-3 |
| 3   | 25 de abril de 2021     | ISBN 978-4-86554-888-4 |
| 4   | 25 de octubre de 2021   | ISBN 978-4-8240-0020-0 |
| 5   | 25 de abril de 2022     | ISBN 978-4-8240-0159-7 |
| 6   | 25 de diciembre de 2022 | ISBN 978-4-8240-0359-1 |
| 7   | 25 de mayo de 2023      | ISBN 978-4-8240-0499-4 |
| 8   | 25 de enero de 2024     | ISBN 978-4-8240-0682-0 |
| 9   | 25 de octubre de 2024   | ISBN 978-4-8240-0969-2 |
| 10  | 25 de marzo de 2025     | ISBN 978-4-8240-1113-8 |
| 11  | 25 de julio de 2025     | ISBN 978-4-8240-1254-8 |

#### Spin-off
Su spin-off, Atashi wa Seikan Kokka no Eiyū Kishi! (あたしは星間国家の英雄騎士！?), comenzó la serialización en Shōsetsuka ni Narō el 16 de noviembre de 2021. También fue adquirido más tarde por Overlap, quien comenzó a publicarlo con ilustraciones también de Nadare Takamine bajo Overlap Bunko el 25 de diciembre de 2022. Se han lanzado tres volúmenes hasta junio de 2024.
El spin-off también tiene licencia en Norteamérica de Seven Seas Entertainment.

#### Lista de volúmenes
| N.º | Fecha de lanzamiento    | ISBN original          |
| --- | ----------------------- | ---------------------- |
| 1   | 25 de diciembre de 2022 | ISBN 978-4-8240-0358-4 |
| 2   | 25 de diciembre de 2023 | ISBN 978-4-8240-0604-2 |
| 3   | 25 de junio de 2024     | ISBN 978-4-8240-0849-7 |
| 4   | 25 de marzo de 2025     | ISBN 978-4-8240-1112-1 |

### Manga
Una adaptación de manga ilustrada por Kai Nadashima comenzó a serializarse en el sitio web de manga Comic Gardo de Overlap el 29 de mayo de 2021. Los capítulos de la adaptación se han recopilado en ocho volúmenes a partir de abril de 2024. La adaptación del manga también está autorizada en América del Norte por Seven Seas Entertainment.

#### Lista de volúmenes
| N.º | Fecha de lanzamiento  | ISBN original          |
| --- | --------------------- | ---------------------- |
| 1   | 25 de octubre de 2021 | ISBN 978-4-8240-0030-9 |
| 2   | 25 de abril de 2022   | ISBN 978-4-8240-0170-2 |
| 3   | 25 de octubre de 2022 | ISBN 978-4-8240-0317-1 |
| 4   | 25 de abril de 2023   | ISBN 978-4-8240-0478-9 |
| 5   | 25 de octubre de 2023 | ISBN 978-4-8240-0640-0 |
| 6   | 25 de abril de 2024   | ISBN 978-4-8240-0811-4 |
| 7   | 25 de octubre de 2024 | ISBN 978-4-8240-0990-6 |
| 8   | 25 de abril de 2025   | ISBN 978-4-8240-1169-5 |

#### Spin-off
Para su spin-off Atashi wa Seikan Kokka no Eiyū Kishi!, la adaptación al manga ilustrada por Jū Ishiguchi también comenzó la serialización en Comic Gardo el 21 de julio de 2023. El primer volumen tankōbon se publicó el 25 de diciembre de 2023.

#### Lista de volúmenes
| N.º | Fecha de lanzamiento    | ISBN original          |
| --- | ----------------------- | ---------------------- |
| 1   | 25 de diciembre de 2023 | ISBN 978-4-8240-0691-2 |
| 2   | 25 de junio de 2024     | ISBN 978-4-8240-0864-0 |
| 3   | 25 de abril de 2025     | ISBN 978-4-8240-1168-8 |
| 4   | 25 de julio de 2025     | ISBN 978-4-8240-1269-2 |

### Anime
Se anunció una adaptación de la serie de televisión de anime durante la transmisión en vivo del "5th Overlap Bunko All-Star Roundup Special" el 20 de octubre de 2024. Será producida por Quad y dirigida por Tetsuya Yanagisawa, con guiones escritos por Katsuhiko Takayama, personajes diseñados por Kazuya Morimae y la banda sonora compuesta por Yūsuke Seo y Shun Narita. La serie se estrenó el 6 de abril de 2025 en el bloque de programación ANiMAZiNG!!! en las afiliadas de ANN, incluidas ABC y TV Asahi. El tema de apertura es "Uchū-teki Mystery" interpretado por Saishū Mirai Shōjo, mientras que el tema de cierre es "Nantonaku" interpretado por Nagi Fujisaki. Muse Communication obtuvo la licencia de la serie en el Sudeste Asiático. Crunchyroll obtuvo la licencia de la serie fuera de Asia.